# Polana Głodówka
Die Alm Polana Głodówka ist eine Alm in der Gemeinde Bukowina Tatrzańska am Fuße der polnischen Hohen Tatra in der Woiwodschaft Kleinpolen.
Sie ist eine von Bergwald umgebene Alm im Südosten Polens nahe der Grenze zur Slowakei und dem ehemaligen Grenzübergang Łysa Polana/Javorina. Von ihr aus hat man einen Blick auf die höchsten Tatra-Gipfel. Sie liegt auf einer Höhe von 1070 bis 1145 m ü. NHN im Gebirgszug des Pogórzem Spisko-Gubałowskim am Hang des Gipfels Cyrhla nad Białką. Am Rand der Alm verläuft die Woiwodschaftsstraße 960 vom Zentrum des Ortes Bukowina Tatrzańska über die Panaromastraße Oswald-Balzer-Weg zur Alm Łysa Polana (ehemaliger Grenzübergang) sowie zur Alm Palenica Białczańska (Eingang zum Tatra-Nationalpark).
Bereits 1874 schrieb der polnische Maler Walery Eljasz-Radzikowski über die Alm: Ich habe die Tatra kreuz und quer bereist und muss feststellen, dass es keinen Ort gibt, von dem sie sich schöner präsentiert.

## Geschichte
Die Alm wurde im 17. Jahrhundert angelegt und wird auch als eine der wenigen Tatra-Almen weiterhin für die Viehwirtschaft genutzt. Im Jahr 1676 wurde sie erstmals urkundlich erwähnt, als König Johann III. Sobieski sie der Familie Głód aus dem Ort Groń am Fuße der Hohen Tatra überließ. Die Region beherbergt heute noch viele Schafweiden und die Alm wird weiterhin für die Almwirtschaft genutzt. Sie ist 6 ha groß. Auf der Alm befinden sich alte Almhütten.

## Panorama

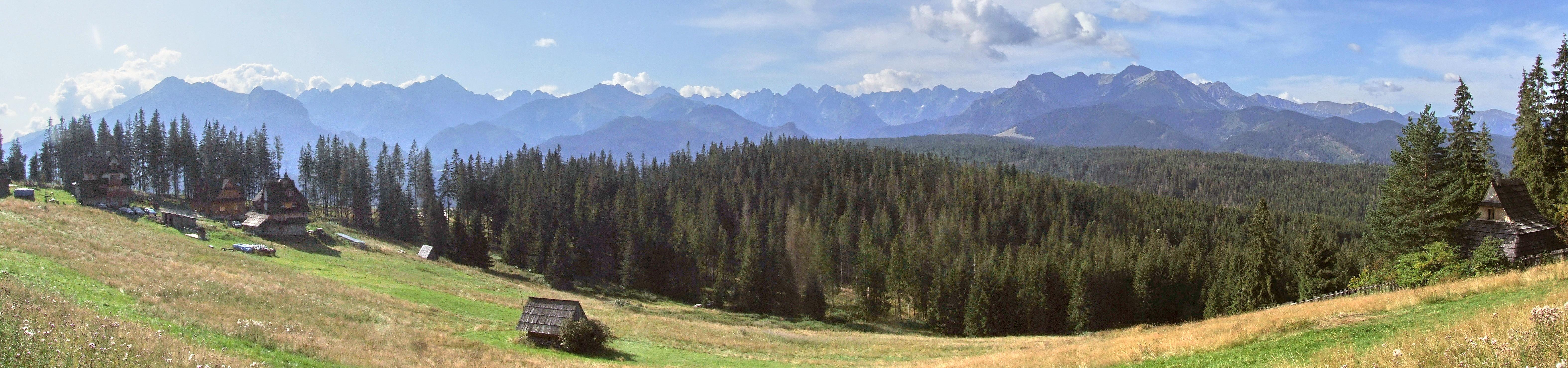
Panorama von der Alm auf die Gipfel des 76 km langen Hauptkamms der Tatra, von der Bielsker Tatra, Hohen Tatra zur Westtatra

## Tourismus
Auf der Alm befinden sich mehrere Almhütten, die weiterhin genutzt werden. Die Hirten verkaufen von den Hütten ihre Produkte, insbesondere den Bergkäse Oscypek. Auf der Alm befindet sich auch die 1935 erbaute Schutzhütte Schronisko Górskie ZHP Głodówka. Sie ist leicht über die Woiwodschaftsstraße 960 zu erreichen.